# Mario Arpino
Mario Arpino (Tarvisio, 20 luglio 1937) è un generale italiano dell'Aeronautica Militare.

## Biografia
Mario Arpino è nato a Tarvisio il 20 luglio 1937, ha frequentato il corso "Rostro" dell'Accademia Aeronautica (1956-1959) e nel 1960 ha conseguito il brevetto di pilota militare presso la scuola aviogetti di Amendola.
Impiegato per sette anni presso il 51º Stormo (Istrana) come pilota caccia-intercettore del 21º e del 22º gruppo, diviene comandante della 551ª squadriglia, nel 1967 viene assegnato al 53º Stormo di Cameri. Nominato tenente colonnello nel 1973, assume il comando del 71º Gruppo di Volo e del reparto radiomisure. Nel 1974 viene trasferito allo Stato Maggiore Aeronautica, dove ricopre diversi incarichi di caposezione, per poi venire promosso al grado di colonnello. Nel 1977 viene assegnato alla 46ª Aerobrigata di Pisa, dove svolge gli incarichi di comandante del reparto Volo, di vicecomandante e quindi di comandante f.f. dell'Aerobrigata.
Riassegnato allo Stato Maggiore, viene promosso nel 1982 generale di brigata aerea ed è nominato, prima di assumerne stabilmente il comando, vicecapo del 3º Reparto "Piani, Operazioni, Addestramento e Sicurezza del Volo".
Nel 1987, col grado di generale di divisione aerea, assume l'incarico di comandante dell'Accademia Aeronautica di Pozzuoli, venendo successivamente assegnato alla 2ª regione aerea col grado di vicecomandante.
Dall'ottobre del 1990 al marzo 1991, durante la guerra del Golfo è a capo dell'unità di coordinamento aereo di Riyadh, in Arabia Saudita.
Nel 1991, promosso generale di squadra aerea, assume l'incarico di sottocapo di Stato Maggiore dell'Aeronautica, che ricopre per oltre un triennio. Dal luglio 1994 al giugno 1995 svolge l'incarico di comandante della 1ª Regione Aerea. Dal 4 giugno 1995 al 5 febbraio 1999 è capo di Stato Maggiore dell'Aeronautica Militare, quindi è nominato capo di Stato Maggiore della Difesa, incarico ricoperto fino al 31 marzo 2001.
Collocato in ausiliaria, assumeva l'anno successivo la presidenza della società Vitrociset, mantenuta sino al 2012.
Fa parte del comitato direttivo dell'Istituto affari internazionali e della Fondazione Italia USA.
È cittadino onorario del comune di Campoformido.